# Texas Tycoons
I Texas Tycoons sono stati una franchigia di pallacanestro della ABA 2000 e della WBA, con sede a DeSoto, in Texas, attivi dal 2004 al 2008.
Nacquero nel 2004 a Fort Worth, disputando il campionato ABA 2000. Finirono terzi nella White Division con un record di 17-9. Persero al primo turno dei play-off con i Bellevue Blackhawks.
Dopo tre partite della stagione 2005-06 (con un record di 3-0), lasciarono la lega.
Rientrarono per la stagione 2006-07, trasferendosi a DeSoto. Terminarono il campionato con un record di 21-5, che li qualificò al terzo posto della South Division. Persero la finale ABA 2000 con i Vermont Frost Heaves.
Tornarono nella stagione 2006-07, vincendo la South Division con un record di 17-10. Persero nei quarti di finale con i Wilmington Sea Dawgs.
Passarono nella primavera del 2007 nella WBA, dove terminarono la stagione con un record di 3-7, non qualificandosi per i play-off.
Rientrarono nella ABA 2000 per la stagione 2007-08, quando vinsero la South Division con un record di 10-1. Nei play-off persero in semifinale con i Vermont Frost Heaves.

## Stagioni
| Stagione | Lega     | Denominazione | V  | P | %     | Piazzamento                          | Play-off    |
| -------- | -------- | ------------- | -- | - | ----- | ------------------------------------ | ----------- |
| 2004-05  | ABA 2000 | Texas Tycoons | 17 | 9 | 65,4  | 3º                                   | Primo turno |
| 2005-06  | ABA 2000 | Texas Tycoons | 3  | 0 | 100,0 | Abbandonano la lega dopo tre partite | -           |
| 2006-07  | ABA 2000 | Texas Tycoons | 21 | 5 | 80,8  | 2º                                   | Finale      |
| 2007     | WBA      | Texas Tycoons | 3  | 7 | 30,0  | 3º                                   | -           |
| 2007-08  | ABA 2000 | Texas Tycoons | 10 | 1 | 90,9  | 1º                                   | Semifinale  |